# Anoplophora lucipor
Anoplophora lucipor là một loài bọ cánh cứng trong họ Cerambycidae.